# Pete Seeger: The Power of a Song
Pete Seeger: The Power of a Song ist ein 2007 veröffentlichter Dokumentarfilm über den Folk-Musiker und politischen Aktivisten Pete Seeger (1919–2014). Produktion und Regie lag in den Händen von Jim Brown, der bereits 1982 bei dem Dokumentarfilm Wasn't That a Time über die Musikgruppe The Weavers, deren Mitglied Pete Seeger gewesen ist, Regie geführt hatte.

## Inhalt
Der Film zeichnet Pete Seegers Leben nach, beginnend mit seinem Elternhaus und seiner Kindheit in den 1920er Jahren bis ins erste Jahrzehnt des 21. Jahrhunderts, als Seeger zwischen 80 und 90 Jahre alt war. Neben ihm selbst kommen zahlreiche Familienmitglieder zu Wort sowie unter anderem die Musiker Arlo Guthrie, Bruce Springsteen, Bob Dylan, Joan Baez, Tom Paxton, Mary Travers, Natalie Maines, Johnny Cash und der damalige US-Präsident Bill Clinton, der ihn 1994 mit der National Medal of Arts auszeichnete.

## Kritiken
„Sein ganzes Leben lang beschäftigte sich seine Musik mit denselben Ideen und dem Glauben, dass Musik uns bessern kann. Wenn er einmal nicht mehr ist, dann werden sich die Leute wundern, ob so ein Mann je wirklich existierte. Dankenswerterweise haben wir nun "Power of Song" um es ihnen zu zeigen.“

„“Pete Seeger: The Power of Song” verwendet die üblichen Methoden von Dokumentarfilmen - alte Filmaufnahmen und neue Interviews mit alten Weggefährten wie Ronnie Gilbert und Lee Hays und heutigen Bewunderern wie Bruce Springsteen und Natalie Maines, alles begleitet von viel Musik, um so ein liebenswertes, detailliertes Porträt seine Subjektes zu liefern.“